# André Green
André Green (12. března 1927 Káhira – 22. ledna 2012 Paříž) byl francouzský psychoanalytik a spisovatel, orientovaný na myšlenky a přístupy Jacquese Lacana. Jako jeden z mála představitelů francouzské psychoanalýzy dosáhl ohlasu i v anglosaském světě.

## Zpětný dozvuk
Rozvinul myšlenku tzv. zpětného dozvuku. Souhlasí s Foucaultem, že významy jsou v jazyce zcela konvenční, závislé na diskurzu. Nicméně z lacanovské pozice dodává: i když diskurz zanikne, v pojmu, který nesl cosi reálného z lidských pocitů, zůstane jakási ozvěna, pojem má „zpětný dozvuk“. To je myšlenka důležitá pro komunikaci psychoanalytiků se schizofrenickými pacienty. Schizofrenici se totiž vyznačují často „soukromým jazykem“ (neofatií – v českém prostředí je zkoumal Jaroslav Stuchlík), odvrhnutím dominantního diskurzu. Green však říká, že i schizofrenik, který zdánlivě opustil většinou sdílený diskurz, pocítí v pojmech, které vystihují jeho psychický stav, jakousi ozvěnu významu. Mají na něj tyto pojmy určitý vliv, někdy i terapeutický.

## Odložená akce
Dalším typickým lacanovským konstruktem, který rozvíjel, je tzv. après-coup, což lze přeložit jako „odloženost“, nebo „odložená akce“. Vlastně jde o překlad pojmu, který Freud používal v popisu svých úplně prvních pacientů, ve Studiích o hysterii („Nachträglichkeit“). Podle něj pojem après-coup především vyjadřuje, že neurotik (neřkuli psychotik) je schopen vnitřně zcela destruovat čas. Jeho destrukce vůči určitým jevům (myšlenkám, fantaziím, obrazům) způsobuje, že tyto jevy jsou záhadně „mumifikovány“, čas je nijak nedokáže změnit, neprocházejí žádným vývojem. Freud od pojmu Nachträglichkeit posléze ustoupil a domníval se, že popsaný jev souvisí s bezčasovým charakterem nevědomí, do něhož se neurotik vytěsňuje. Lacanovci, kteří se pokoušejí Freudovo dílo sémiotizovat, však neradi nevědomí přiznávají charakter neorganizovanosti, neboť lpějí na Lacanově premise, že „nevědomí je strukturováno jako jazyk“, a proto oprášili starší myšlenku „odloženosti“.

## Erotický řetězec
Pojem erotický řetězec souvisí s Greenovým pokusem sémiotizovat Freudův základní pojem pud a rozložit ho na sérii označujících (signifiant). Podle něj je pud příliš nejasný pojem a je třeba ho rozložit na dílčí pojmy:
- dynamický pohyb pudu
- primární reakce osoby na pohyb pudu
- jednání pud vybíjející
- prožívání slasti či nelibosti
- touha
- vědomé a nevědomé fantazie touhu ukájející
- erotický jazyk sublimací

Podle Greena se nelacanovské školy upínají vždy jen na jednu rovinu významu pojmu pud (kleiniáni na nevědomé fantazie, freudiáni na dynamický pohyb pudu apod.).

## Centrální fobická pozice
Jiným jeho základním konceptem je „negativní“. Povšiml si, že pacienti v hraničním spektru (tedy ti nacházející se mezi psychózou a neurózou) jsou při analýze sice schopni, na rozdíl od psychotiků, jisté verbalizace, ale ta je zachvácena negativitou – pacient blízko neuróze například říká „nevím“ či „nerozumím vám“, pacient bližší psychóze říká třeba „neslyším vás“. Podle něj je „systém reprezentací“ těchto pacientů zachvácen tzv. fobickou vyhýbavostí. Jako jiní lacanovci používá pojmu trauma (jehož se Freud zřekl). V jádru neurózy je dle Greena trauma, v jádru těžších patologií celá síť vzájemně provázaných traumat, nejen těch z raného dětství. Tato síť působí na pacientovu mysl devastující silou, atakuje ho jako celek. Pacient tedy z obranných důvodů rozbíjí spojení mezi jednotlivými traumaty, přetíná vazbu mezi jednotlivými body sítě. Pacient se pokouší jednotlivá traumata „zapouzdřit“, izolovat od ostatních a vzít tak sílu celé k psychóze jej strhávající síti. Tím je ovšem jeho mysl zachvácena negativitou, je stržena k tomu rozbíjet jakoukoli vazbu – jak v sociálních vztazích, tak v systému reprezentace (tedy v jazyce). Green to nazývá „centrální fobická pozice“.

## Mrtvá matka
Koncept „mrtvé matky“ je asi Greenovým nejznámějším příspěvkem. Popisuje vztah dítěte k matce, kterou považuje za neoživitelnou, nedostupnou („mrtvou“). Velice typickou preoidipovskou situací je, že znavená matka, obzvláště v „zátěžovém období“ dvou až tří let dítěte, od potomka odvrátí pozornost. Jednak si potřebuje vydechnout po dlouhém období absolutního zaujetí dítětem, jednak si ulevuje od krutého dráždění, jemuž je v tomto období vystavena, a z narcistického hlediska pak truchlí nad tím, že dítě, jež získalo v tomto období mobilitu a zjevnou samostatnost, ji „opouští“, odtrhuje se, boří symbiózu, jež ženě slibovala mnohou narcistickou slast i scelení rány způsobené kastrací. Tato mateřská reakce je asi dosti zákonitá a nelze ji označit za jakousi rodičovskou patologii. Podle Greena dítě tento odvrat matčina zájmu vycítí, matka jakoby pro něj „umřela“, a tak dítě intuitivně hledá záchranu v otci, v jakémsi předčasném oidipovství. Otec však povětšinou také v zásadě musí selhat, a tak se takřka univerzálním vzorcem stává dle Greena „identifikace s mrtvou matkou“, což v praxi značí jakousi identifikaci s odtažitostí, s odstupem, s abstrahováním. Dochází k „hledání ztraceného významu“, k jakési předčasné, lehce falešné intelektualizaci, jež umožní emoční odstup: jedinec se bude od této chvíle více zabývat procesy a funkcemi než lidmi, bude spoléhat na myšlení a analýzu, či její nápodobu (čehož je „mrtvá matka“ jakýmsi pravzorem) a omezí, či snad až umrtví vztahy.